# Polyandrocarpa sparsa
Polyandrocarpa sparsa är en sjöpungsart som beskrevs av Kott 1985. Polyandrocarpa sparsa ingår i släktet Polyandrocarpa och familjen Styelidae. Inga underarter finns listade i Catalogue of Life.